# Kentzou
Kentzou est une commune du Cameroun située dans la région de l'Est et le département de la Kadey, à proximité de la frontière avec la République centrafricaine. C'est le chef-lieu de l'arrondissement de Bombé qui recouvre son territoire.

## Structure administrative de la commune
La commune comprend les villages suivants :
- Banda ;
- Bellkoungou ;
- Doube ;
- Gbadjanga ;
- Gbadjim ;
- Gbassia ;
- Gbeli ;
- Gbogoe ;
- Gbolegbole ;
- Gogogbangolo ;
- Gomala ;
- Konga ;
- Lindi ;
- Lolo ;
- Mbabone ;
- Mbile ;
- Mbombe ;
- Mbouye ;
- Mekpolo ;
- Mpaka ;
- Mpouyanga ;
- Nagounte ;
- Ndogbeli ;
- Ngouandji ;
- Niewa ;
- Oka ;
- Sadji ;
- Same ;
- Sembe ;
- Sololo ;
- Wasse ;
- Yamtari.